# Krustenbewegung
Als Erdkrusten- oder kurz Krustenbewegungen werden in den Geowissenschaften, insbesondere in Geodäsie und Geodynamik, messtechnisch oder geologisch nachweisbare Bewegungen von Teilen der festen Erdkruste bezeichnet. Sie können rezent (aktiv, aktuell feststellbar) sein oder auch fossil (d. h. seit langem abgeklungen) sein.
Die räumliche und zeitliche Erstreckung solcher Bewegungen kann sehr verschieden sein. Die meisten Bewegungen laufen kontinuierlich und überwiegend horizontal ab, typischerweise mit Bewegungsraten von einigen mm bis cm pro Jahr. Doch sind im Gefolge von Erdbeben auch plötzliche oder stufenweise Versetzungen bis in den Meterbereich möglich.
Sehr rasche, aber lokale Hang- und Gesteinsbewegungen (Bergsturz, Mure) und Bodenfließen sind keine Krustenbewegungen, weil davon nur die obersten Bereiche der Erdkruste betroffen sind. Auch wenn solche Ereignisse durch Erdbeben ausgelöst werden können, handelt es sich doch um Erscheinungsformen, die den Oberbegriffen Verwitterung und Erosion zuzuordnen sind. Im geodynamischen Sinn werden sie auch als „Massenbewegungen“ bezeichnet.

## Ursachen
Der ungarische Geophysiker László Egyed (Lit.1, p.299) schreibt dazu: Krustenbewegungen treten dort auf, wo die Spannungen die Festigkeit (oder wenigstens die plastische Festigkeit) der Schichten überschreiten. 
 Die Schichten geringster Festigkeit bestehen aus sedimentären Gesteinen. Obwohl die Bruchlinien in Sedimentgebieten bisweilen schwer nachgewiesen werden können, spiegeln sich die Bruchsysteme meist in den Wasserläufen eines Gebietes wider. Denn sie formen die Bruchsysteme der unter den Sedimenten liegenden Gesteinszonen nach, und die Flüsse graben sich in die nachgiebigsten Gesteinsformationen ein.
Adrian Scheidegger (Zürich/Wien) hat dies in den Flussläufen Europas auch statistisch nachgewiesen, und Franz Kohlbeck (1943–2016) an der TU Wien fand deutliche Korrelationen zwischen Spannungstensoren und Klüften in zahlreichen Gesteinsformationen. Krustenbewegungen treten aber nicht nur entlang rezenter geologischer Störungen auf, sondern auch in Gebieten, deren Gesteine in früherer Zeit tektonisch stark beansprucht wurden (oft ungenau als Schwächezone bezeichnet). Ein Beispiel dafür ist das Wiener Becken – an jener Stelle zwischen Ostalpen und Karpaten, wo Teile der Erdkruste bis zu 6 km abgesunken sind.
Viele Krustenbewegungen sind auch die Folge überregionaler Bewegungen durch die globale Plattentektonik. Sie zeigen sich meist an den Rändern der Kontinente und gehen mit Phasen der Orogenese einher.

## Krustenbewegungen entlang geologischer Störungen
Lokale und regionale Krustenbewegungen erfolgen also meist entlang geologischer Störungen. Am Rande von Sedimentbecken verlaufen diese Störungslinien meist als sogenannte Brüche im nahen Untergrund, die sich aber manchmal bis zur Erdoberfläche „durchpausen“. Beckenränder zeichnen sich typischerweise sogar durch ganze Reihen paralleler Brüche (Staffelbrüche) aus, entlang derer der Beckengrund langsam absinkt und im Gegenzug mit Sedimenten aufgefüllt wird. Störungszonen in Sedimentbecken sind besonders interessant für die Erdölgeologie, da sie „Fallen“ bilden können, an denen sich die Kohlenwasserstoffe in abbauwürdigen Mengen ansammeln.
Regionale Krustenbewegungen hängen nicht selten mit einer Gebirgsbildung zusammen. In den alpidischen Faltengebirgen dauert diese z. B. noch immer an, mit Bewegungsraten bis zu einigen Millimetern pro Jahr. Eine wichtige, wiederholt in Bewegung befindliche Hauptverwerfung der Alpen ist zum Beispiel die Periadriatische Naht, die als 700 km lange Linienstruktur die geologische Grenze zwischen den Ost- und Südalpen bildet. Die Bewegungen an der Periadriatischen Naht verursachen häufige Erdbeben. Beim Erdbeben von Friaul 1976 fand dort eine merkliche Verschiebung von einigen Zentimetern statt.

## Globale Plattentektonik
Erdkrustenbewegungen treten aber auch im globalen Maßstab auf, wo sie unter dem Begriff Plattentektonik zusammengefasst werden. Diese Verschiebungen betreffen ganze Kontinente oder größere Teile davon, tragen/trugen wesentlich zu den Gebirgsbildungen bei und sind damit auch die Ursache für viele regionale Krustenbewegungen. Plattentektonische Bewegungen laufen gleichmäßig ab – mit jährlichen Bewegungsraten von etwa 1 cm bis 20 cm – und können auch langsame Drehungen der Krustenteile beinhalten. Für Europa am wichtigsten ist die Kollisionszone der Afrikanischen Platte (einschließlich einiger Kleinplatten) mit der Eurasischen Platte, an der sich u. a. der Alpenbogen gebildet hat und die für viele Erdbeben in Südeuropa verantwortlich ist.